# Clube Atlético Santista
O Clube Atlético Santista é um clube social e esportivo, e foi um clube brasileiro de futebol da cidade de Santos, no estado de São Paulo. Fundado em 7 de setembro de 1913, suas cores eram branco e verde.

## História
Fundado por alunos da Academia de Comércio José Bonifácio com o nome de Clube Atlético José Bonifácio, passando à Clube Atlético Santista em 1914, o tradicional clube de Santos já foi um dos maiores do futebol da cidade, sendo tricampeão municipal em 1918, 1919 e 1920. Nas décadas de 1920 e 1930, quando o Santos Futebol Clube ainda não havia se consolidado, ambos rivalizavam pela preferência do torcedor, disputando ligas distintas, o Santos pela APEA e o Atlético Santista pela LAF.
A princípio, o clube não tinha campo próprio, jogando em três campos na cidade: o do Jockey Club de Santos; o localizado entre a Avenida Conselheiro Nébias e a Estrada de Ferro Sorocabana; e o da Avenida Ana costa, que se localizava onde hoje está a Igreja Coração de Maria, o qual ele dividiu com outros clubes, como o próprio Santos.

### Participações em estaduais
Após o tricameponato municipal e hegemonia no Futebol Praiana, o Atlético primeiro aderiu à Associação Paulista de Esportes Atléticos, mas acabou sendo desfiliado antes mesmo do início da competição. Se afiliou à entidade organizadora concorrente, a Liga dos Amadores de Futebol, participou da Primeira Divisão (atual A-1) do Campeonato Paulista em sete ocasiões (1926 a 1932): 1926, 1927, 1928, 1929, 1930, 1931 e 1932.
Sua melhor campanha foi durante o Paulistão 1931, quando teve treze vitórias, sete empates e cinco derrotas, terminando o Paulistão na quarta posição, e nos confrontos diretos com o Santos F.C. empatando um em 2 a 2 e vencendo o outro por 1 a 0.
No ano seguinte, 1932, porém, o Atlético Santista teve surpreendentemente sua pior campanha em todos os tempos com seis derrotas, dois empates e apenas três vitórias e terminando na penúltima posição. O péssimo resultado aliado aos altos gastos para se locomover de Santos à Capital, levaram os sócios a desistir da equipe profissional de futebol e passarem a investir em outras modalidades esportivas, formando algumas boas equipes de Basquetebol e Handebol.
O clube continuou a existir em Santos, tendo construído uma sede no Canal 3. Devido a problemas financeiros, acabou tendo que vender parte deste terreno anos mais tarde.

## Hino
O hino do Clube Atlético Santista é composto por Fábio Montenegro, Furtado de Oliveira e Carlos Sotomayor, e é cantado por Paraguassu (Roque Ricciardi).
Paladinos da força e da vida,
Conhecemos a glória a sorrir.
Nessa imagem serena e florida
Que Chamamos a luz do porvir.
Respeitados em todo terreno,
Caminhamos sem esmorecer,
Demonstrando no "match" e no treino,
Que cumprimos o nosso dever.
Salve! Atlético Santista!
Verde e branco, campeão!
Não há jamais quem resista
À tua força e coesão!
A juventude palpita
Num entusiasmo febril,
Vendo-te a pompa infinita
a irradiar pelo Brasil
O inimigo conosco vacila
Ante o emblema do nosso esplendor
A destreza na luta tranquila
Que a vitória com tanto valor
É no campo que o prélio fulgura
Entre palmas, sorriso e prazer!
Quando um gol bem vazado se apura
Na imponência de tudo vencer!
Salve! Atlético Santista!
Verde e branco campeão!
Não há jamais quem resista
À tua força e coesão!
A juventude palpita
Num entusiasmo febril,
Vendo-te a pompa infinita
a irradiar pelo Brasil
Na bandeira que aos ares se lança
Mora o emblema que a terra nos traz!
É no verde que brilha a esperança,
É no branco que amamos a paz!
Se na luta, por fim, triunfamos
Da maneira mais franca e leal
A vitória entre vivas cantamos,
Respeitando o valor do rival!